# 寺部だい
寺部 だい（てらべ だい、女性、1882年10月20日 - 1966年5月18日）は、愛知県碧海郡桜井村（現・安城市桜井町）出身の教育者。学校法人安城学園の創立者。藍綬褒章受章（1958年）。安城市名誉市民（1962年）。

## 波乱万丈の生涯

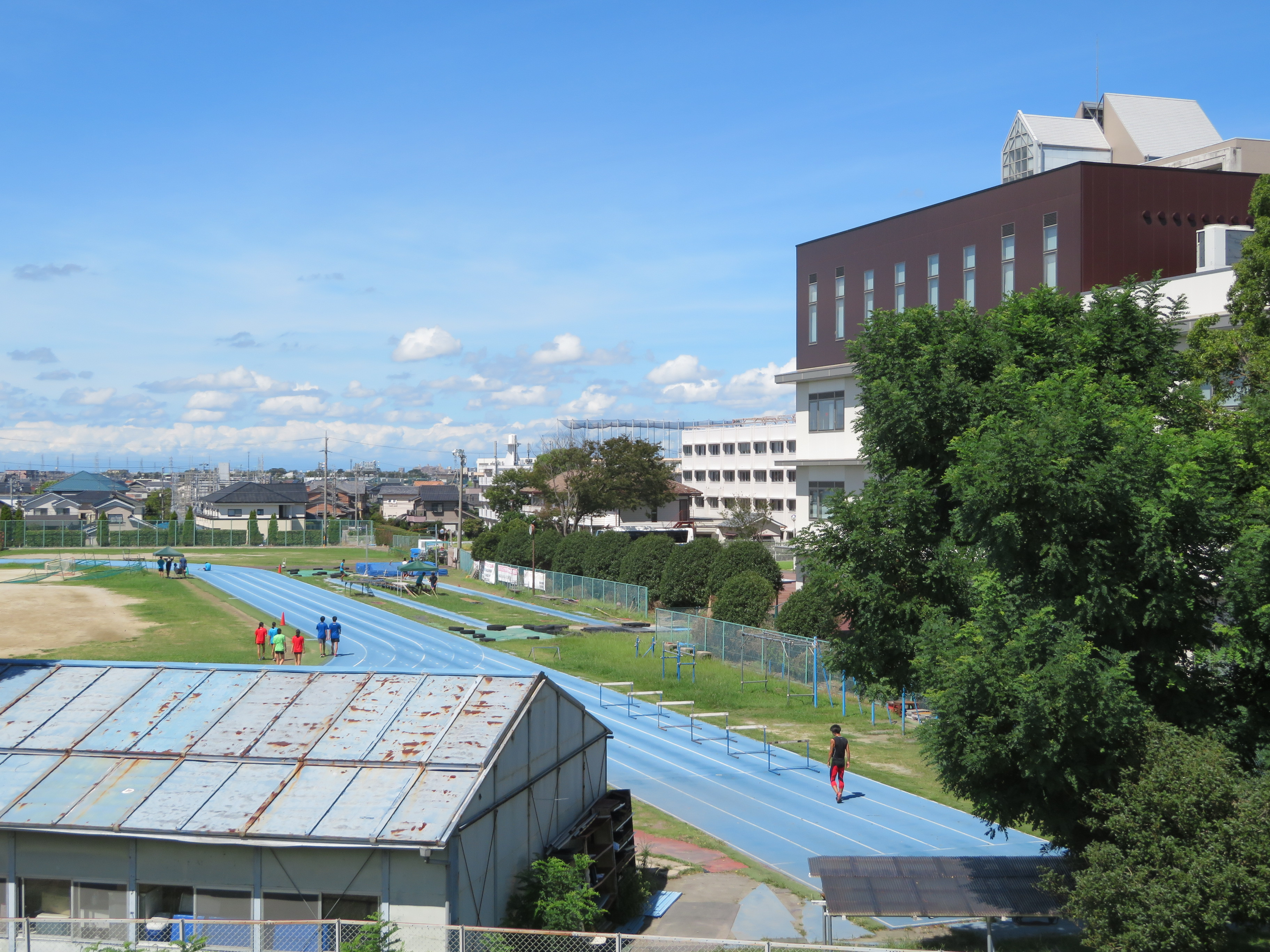
愛知学泉大学

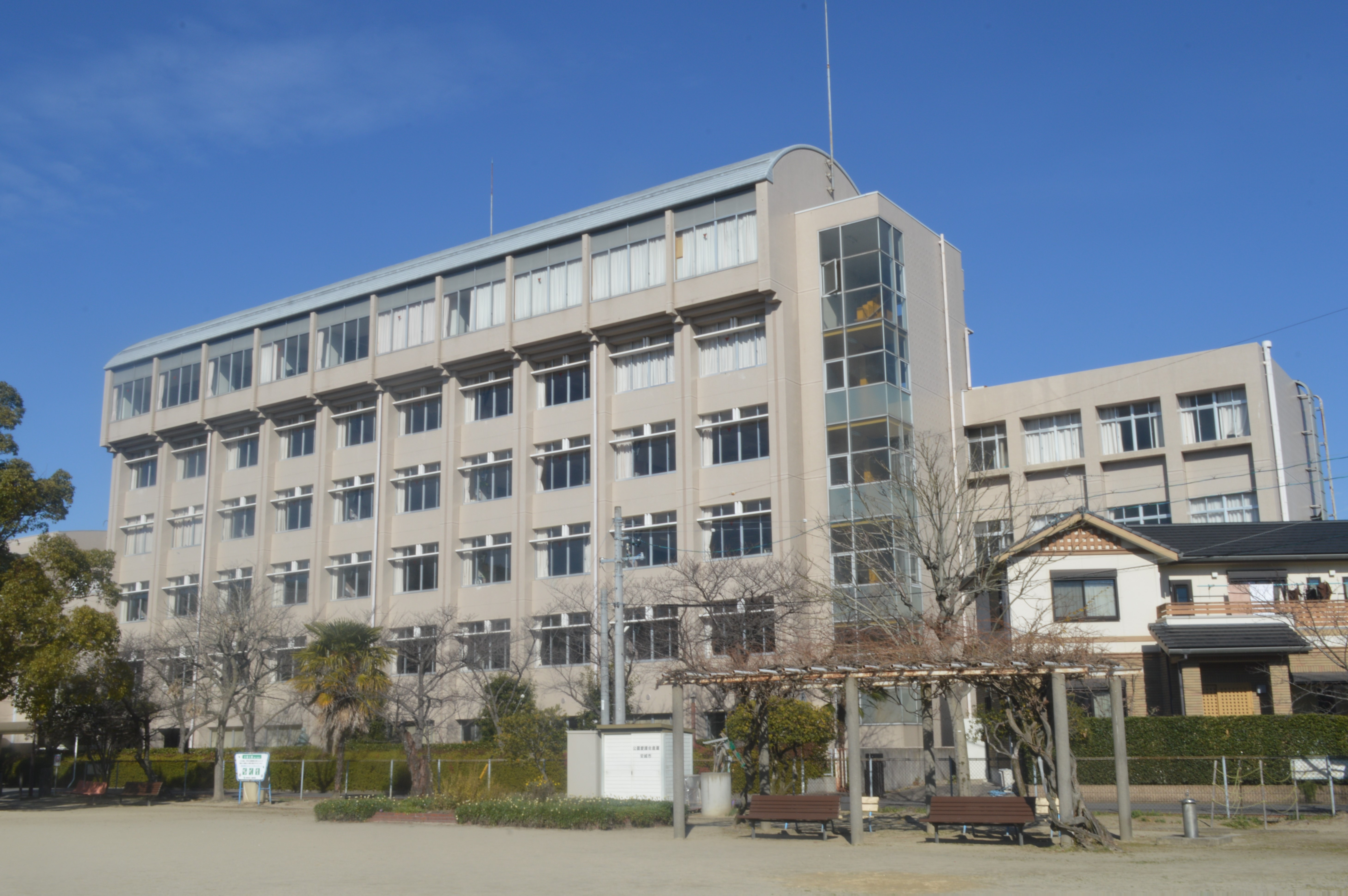
安城学園高等学校

### 苦学の日々
1882年（明治15年）10月20日、愛知県碧海郡桜井村（現・安城市桜井町）出身。5歳の時には母親とともに、2か月かけて長野の善光寺参りを行っている。母親は道標に刻まれた文字を苦労して読んでおり、女子教育の大切さを痛感した母親はだいを学校に通わせる決心をした。6歳から13歳までは長谷部某の漢学塾に通い、だいは塾内で男子にもまれる悦びを知った。19歳で東京裁縫女学校（現・東京家政大学）に入学すると、自身で生活費を稼ぎながら夜間には教員養成所に通った。賃金が良いため男装して人力車の人夫をしたこともあったという。1905年（明治38年）に東京裁縫女学校を卒業して教員免許を取得し、滋賀県の石部実業補習女学校に赴任した。

### 不穏な結婚生活
1907年（明治40年）には石部実業補習女学校を退職し、帝国海軍軍人の清水三蔵と結婚。願ってもない良縁を得ただいは海軍将校の若奥様としての華やかな生活を夢見たが、三蔵が突然海軍を退官したことで二人して桜井村に出戻った。1911年（明治44年）には桜井村から碧海郡安城町（現・安城市朝日町）に転居し、近在の娘に裁縫を教える中で女学校の設立を決意、1912年（明治45年）には安城町稲荷に安城裁縫女学校を開校させた。この頃だいは29歳、2児の母であった。

### 壮絶な女学校経営
1917年（大正6年）には安城女子職業学校に改称し、裁縫だけでない女子の職業教育に尽力した。しかし1918年（大正7年）、安城町が学費無料の補習女学校（のちの安城町立安城高等女学校、現・愛知県立安城高等学校）を開校させたことで、安城女子職業学校は一転して経営難に陥った。1924年（大正13年）9月にはすてきな奥さんに大人気の雑誌『主婦の友』（シュフトモ）に波乱万丈の半生が紹介されたことで、翌年には全国から入学希望者が集まった。だいは甲種中等程度実業学校への昇格の認可を求め、1930年（昭和5年）には安城女子専門学校を設立している。校長は山崎延吉が務めた。愛知県では金城女子専門学校（学校法人金城学院）と椙山女子専門学校（学校法人椙山女学園）に次ぐ3番目の実業学校であり、家事や裁縫を主とする全国で10番目の女子専門学校だった。

### 戦後の学園
学制改革により、1948年（昭和23年）には安城女子職業学校を安城学園女子高等学校（現・安城学園高等学校）に、1950年（昭和25年）には安城女子専門学校を安城学園女子短期大学（現・愛知学泉短期大学）にそれぞれ改称した。1958年（昭和33年）には藍綬褒章を拝受し、1962年（昭和37年）には安城市名誉市民の称号を拝受した。1962年（昭和37年）には男子校として岡崎城西高等学校を開設している。1966年（昭和41年）4月には亡き夫三蔵との約束であった安城学園大学（現・愛知学泉大学）を開校させ、その直後の5月18日に天に召されたものの、だいは現在でも在校生の心の中に生きている。